# Point de vue mormon sur l'homosexualité
Selon l'Église de Jésus-Christ des saints des derniers jours, l’homosexualité est officiellement perçue comme un ensemble « de pensées, de sentiments, et de comportements », et non pas comme une « condition » immuable, ou l’indication d’une « identité » innée. Elle enseigne que, parfois non désirés, ces pensées, sentiments et comportements peuvent et doivent être changées par le repentir.
Les saints des derniers jours croient que les relations sexuelles sont sacrées d’une part parce qu’elles donnent la possibilité de procréer, et d’autre part parce qu’elles raffermissent des liens affectifs existants et qu'elles doivent donc être pratiquées dans le contexte du mariage (hétérosexuel) exclusivement. Vers 1840, Joseph Smith a introduit le principe du mariage céleste ou mariage éternel.
L’Église de Jésus-Christ des saints des derniers jours déclare que toute personne, homosexuelle ou hétérosexuelle, peut devenir et rester membre de l'Église dès lors qu'elle respecte la loi de chasteté, principe commun à tous les membres de l'Église. La loi de chasteté « interdit » la sexualité gay et lesbienne comme toute sexualité hétérosexuelle hors mariage, ces actes étant passibles d’excommunication si on ne s'en repent pas pour ne plus jamais recommencer. Il s'ensuit que les saints des derniers jours homophiles et désirant rester au sein de l’Église doivent s'abstenir de relations sexuelles,,.
En 1995, la Première Présidence publie La famille : déclaration au monde définissant la position officielle de l’Église, sur la famille, le rôle des genres masculin et féminin et la sexualité.
En 1996, lors de la Conférence Générale, l'apôtre Dallin H. Oaks affirme « Notre identité sexuelle, homme ou femme, était une caractéristique essentielle de notre existence avant notre naissance ». Observant les diverses suggestions scientifiques, il approuve les Docteurs Byne et Parson (Université de Colombie) : « le rôle actif de l'individu dans la construction de son identité est remarquablement absent de la plupart des théories sur les origines de l'orientation sexuelle ».
En 1999, Gordon B. Hinckley déclare de manière considérée comme officielle : « ...nous les aimons en tant que fils et filles de Dieu. Ils ont peut-être des inclinations qui peuvent être très fortes et difficiles à maîtriser. La plupart des gens ont des inclinations d'une sorte ou d'une autre à divers moments. S'ils ne cèdent pas à ces inclinations, ils peuvent aller de l'avant comme le font tous les autres membres de l’Église. S'ils enfreignent la loi de la chasteté et les règles morales de l'Église, alors ils sont passibles d'une action disciplinaire de l’Église, tout comme le sont les autres... ».
Plus généralement, considérant l’homosexualité, tant masculine que féminine, comme une transgression à une loi divine, l’Église s’oppose à l’extension des droits légaux aux familles gays et lesbiennes qui, selon son point de vue, affaibliraient l'institution de la famille créée par Dieu (mariage monogame hétérosexuel). La question du mariage entre personnes du même sexe demeure l’un des premiers combats politiques de l’Église qui agit en soutenant les lois définissant le mariage entre un homme et une femme et, inversement, ne soutient pas celles amenant à la légalisation du mariage entre personnes de même sexe.
En 2008, les dirigeants de l'Église, représentés par le responsable des Services à la famille de l'Église de Jésus-Christ des saints des derniers jours, ont accepté une demande de rencontre adressée par Affirmation, organisation de saints des derniers jours homosexuels, mais ensuite annulée. À ce jour, aucune n'a eu lieu.
En 2009, l'Église a apporté un soutien à une série de textes contre les discriminations à l'encontre des homosexuels entraînant leur adoption par le conseil municipal de Salt Lake City. Ces textes étaient « le droit à avoir un toit au-dessus de sa tête et le droit de travailler sans être victime de discrimination » et que l'Église soutenait « par essence ».
En 2010, l’Évêque Président H. David Burton, au nom de l’Église de Jésus Christ des saints des derniers jours cosigne, avec les dirigeants des communautés anglicane, baptiste, catholique, évangélique, juive, luthérienne, orthodoxe, pentecôtiste et sikh, une lettre ouverte : La Protection du Mariage : un engagement commun, pour exprimer leur engagement commun dans la protection du mariage en tant qu’union entre un homme et une femme
En décembre 2012, l'Église a ouvert un site Web intitulé « Love One Another: A Discussion on Same-Sex Attraction » dans le but de favoriser la compréhension et la communication à propos de l'attirance pour le même sexe.

## Dans l’Église de Jésus-Christ des saints des derniers jours

### Historique

#### Dans les écrits
Dans la Bible
L'Ancien Testament, tel qu'il est interprétée actuellement par la plupart des chrétiens, interdit l’homosexualité, énonçant : « Et tu ne dois pas coucher avec un mâle comme on couche avec une femme. C’est une chose détestable »
L’histoire biblique de Lot, Genèse 19 : 4-9 établit clairement l’intention des hommes de la ville de Sodome : « Ils appelèrent Loth et lui dirent : où sont les hommes qui sont entrés chez toi cette nuit ? Fais-les sortir vers nous afin que nous les connaissions. Loth sortit vers eux à l'entrée de la maison et ferma la porte derrière lui. Il dit : mes frères, je vous en prie, ne me faites pas de mal. Voici je vous en prie, j'ai deux filles qui n'ont pas connu d'homme ; je vous en prie, je vous les amènerai dehors et vous leur ferez ce qu'il vous plaira. Seulement, ne faites rien à ces hommes, puisqu'ils sont venus sous mon toit. Ils dirent : eh bien, nous te ferons pire qu'à eux... »
Dans la traduction de la Bible par Joseph Smith
La traduction de Bible de Joseph Smith reprend sans changement le même verset de Levitique 18:22.
Dans l’histoire biblique de Lot, la traduction établit clairement l’intention des hommes de la ville de Sodome : « Ils dirent donc à l’homme : Nous voulons avoir les hommes, et tes filles aussi ; et nous leur ferons ce qu’il nous semble bon. Or cela était conforme à la méchanceté de Sodome. ».
La compréhension des versets bibliques et la traduction de Joseph Smith et utilisés par l’Église pour condamner l’homosexualité font l’objet de contestation de la part de certaines associations de soutien pour les mormons gays qui estiment que « le vieil argument selon lequel les Écritures condamnent l’homosexualité est loin d’être acceptable ».
Dans le Livre de Mormon
L’immoralité sexuelle est considérée, dans le Livre de Mormon, comme « le plus abominable de tous les péchés », bien que ce livre ne se réfère jamais une seule fois à la sodomie ou à l’homosexualité dans un quelconque passage.

#### Aux débuts de l’Église

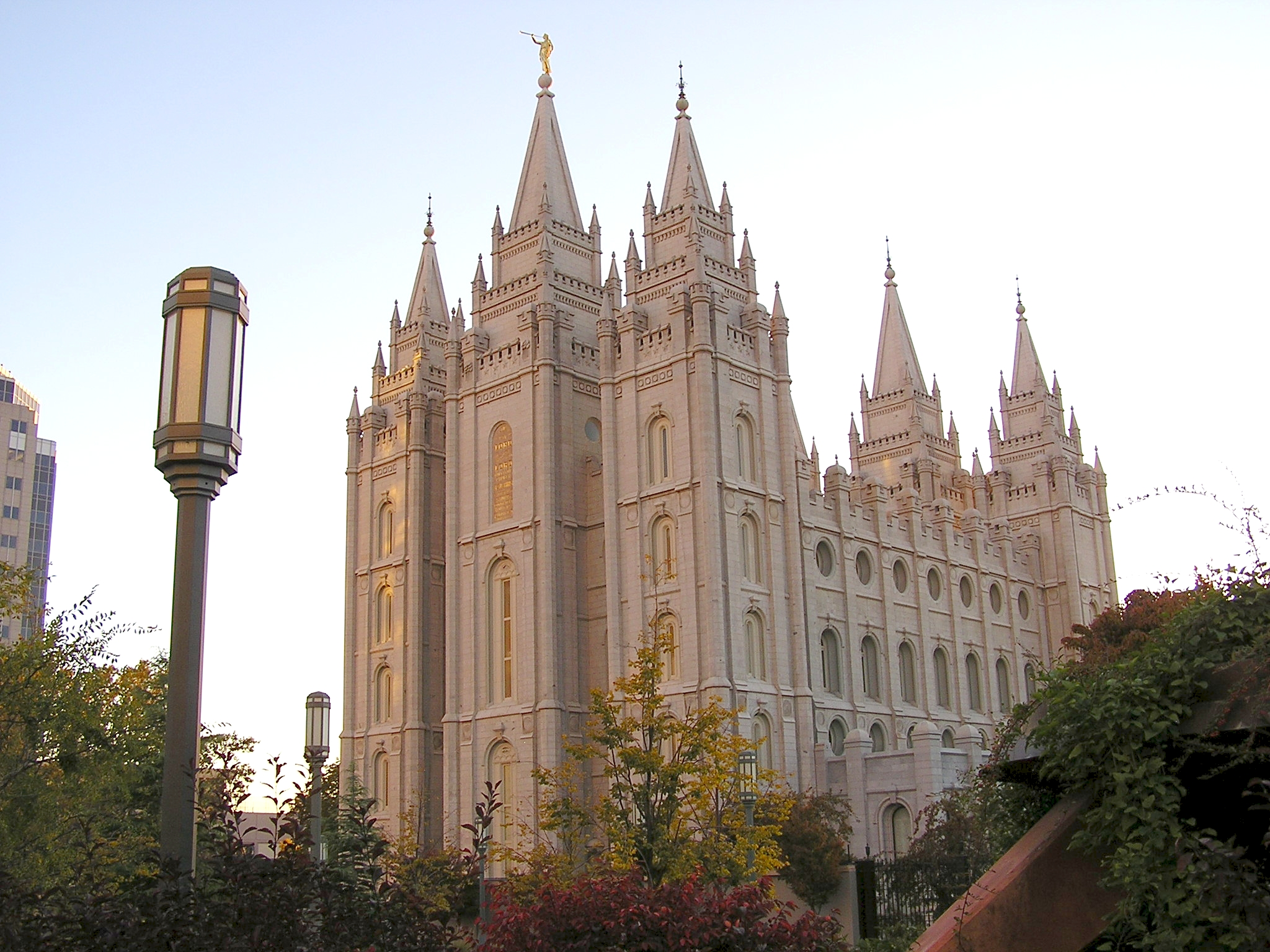
Vers 1840, Joseph Smith a introduit "la nouvelle et éternelle alliance du mariage".

Vers 1840, Joseph Smith introduit le principe du mariage céleste ou mariage éternel. Dans Doctrine et Alliances, on peut lire qu’afin d’atteindre le plus haut degré du royaume céleste, « un homme doit entrer dans cet ordre du sacerdoce [signifiant la nouvelle et éternelle alliance du mariage] ; et s’il ne le fait pas, il ne peut pas l’obtenir ».
Bien que l’Église ait permis à des hommes d’avoir plusieurs épouses de par sa doctrine du mariage plural (abandonnée depuis 1890), elle a interdit les rapports sexuels en dehors du mariage.
Cas d'homosexualité
Quand des rapports physiques gays ou lesbiens étaient avérés, les membres de l’Église étaient parfois excommuniés ; le premier cas connu fut, en 1841, celui de John C. Bennett dont on a supposé la bisexualité, bien que, selon D. Michael Quinn, William Smith reproche à son frère, Joseph Smith Jr, d’avoir toléré le comportement de Bennett pendant un moment.
L'un des fils du prophète Joseph Smith, premier président de l’Église, David Hyrum Smith (1844-1904) aurait eu à lutter contre des tendances homosexuelles.
Michael Quinn, a suggéré que les premiers dirigeants de l’Église ont eu une vue plus tolérante sur l’homosexualité, mais Gordon B. Hinckley a déclaré que les prophètes ont toujours considéré l’homosexualité comme un « péché grave ».

#### Historique
Jusqu'en 1993, les experts médicaux[Lesquels ?] classaient l’homosexualité parmi les maladies mentales et la thérapie par aversion était l'une des méthodes les plus populaires pour la soigner. En 1966, Martin E.P. Seligman, psychologue et auteur américain, a entrepris une étude montrant des résultats positifs laissant supposer que l'homosexualité pouvait être soignée, engendrant ainsi une « grande vague d'enthousiasme ».
En 1959, en réponse à la multiplication des arrestations d’hommes gays en Utah et en Idaho, le président David O. McKay a chargé Spencer W. Kimball et Mark E. Peterson, apôtres de l’Église, de guérir les homosexuels membres de l’Église.
En 1964, Spencer W. Kimball s’adressant aux éducateurs de l’Église et aux psychiatres mormons, Kimball indiqua, citant un article médical de la revue Medical World News : « Nous savons qu’une telle maladie est guérissable », que des mormons ex-gays avaient émergé au sein de l’Église préconisant des programmes de soins, bien que le traitement ait été comme le traitement pour l’alcoolisme où il faut une vigilance continue.
En 1965, Spencer W. Kimball a abordé l’homosexualité dans son discours Love vs Lust (Amour vs Désir). Il a appelé l'homosexualité « péché honteux », mais a enseigné que celui qui a des « désirs et des tendances » homosexuels pourrait les surmonter de « la même manière que s’il était porté sur les caresses, la fornication ou l’adultère ». Il a enseigné que, certes, chacun est sujet aux tentations, mais que la différence « entre la personne répréhensible et la digne personne est généralement que l’un a succombé et l’autre résisté ».
En 1969, il a publié son discours dans Miracle of Forgiveness (Le Miracle du pardon), dans lequel il enseigne que la masturbation peut mener à l’homosexualité. Cependant, il considère que beaucoup d’homosexuels sont « à la base des bonnes personnes qui sont devenues prisonnières du péché » et que « certains surmontent totalement l’homosexualité en quelques mois ». Kimball indique clairement que ce livre n’est que son avis personnel et il exclut toute responsabilité de l’Église dans les erreurs qu’il pourrait contenir
En 1970, Kimball participa à la création d’une publication de l’Église destinée aux dirigeants pour « aider [les homosexuels] à effectuer un traitement et... à devenir de nouveau normaux ». La brochure enseigne que les dirigeants religieux peuvent aider à cet égard en exposant le point de vue des Saintes Écritures, en faisant appel à leur raison, en les encourageant à abandonner leurs compagnons/compagnes du même sexe, en priant avec eux, et en remplaçant leur ancien mode de vie par des actes positifs. La brochure dit clairement que « l’homosexualité PEUT être guérie ».
En 1970, l’Église a produit Hope for Transgressors (Espoir pour les transgresseurs) et, en 1971, New Horizons for Homosexuals (Nouveaux horizons pour les homosexuels), qui recommandent tous deux un traitement pour ceux qui ont des tendances homosexuelles.

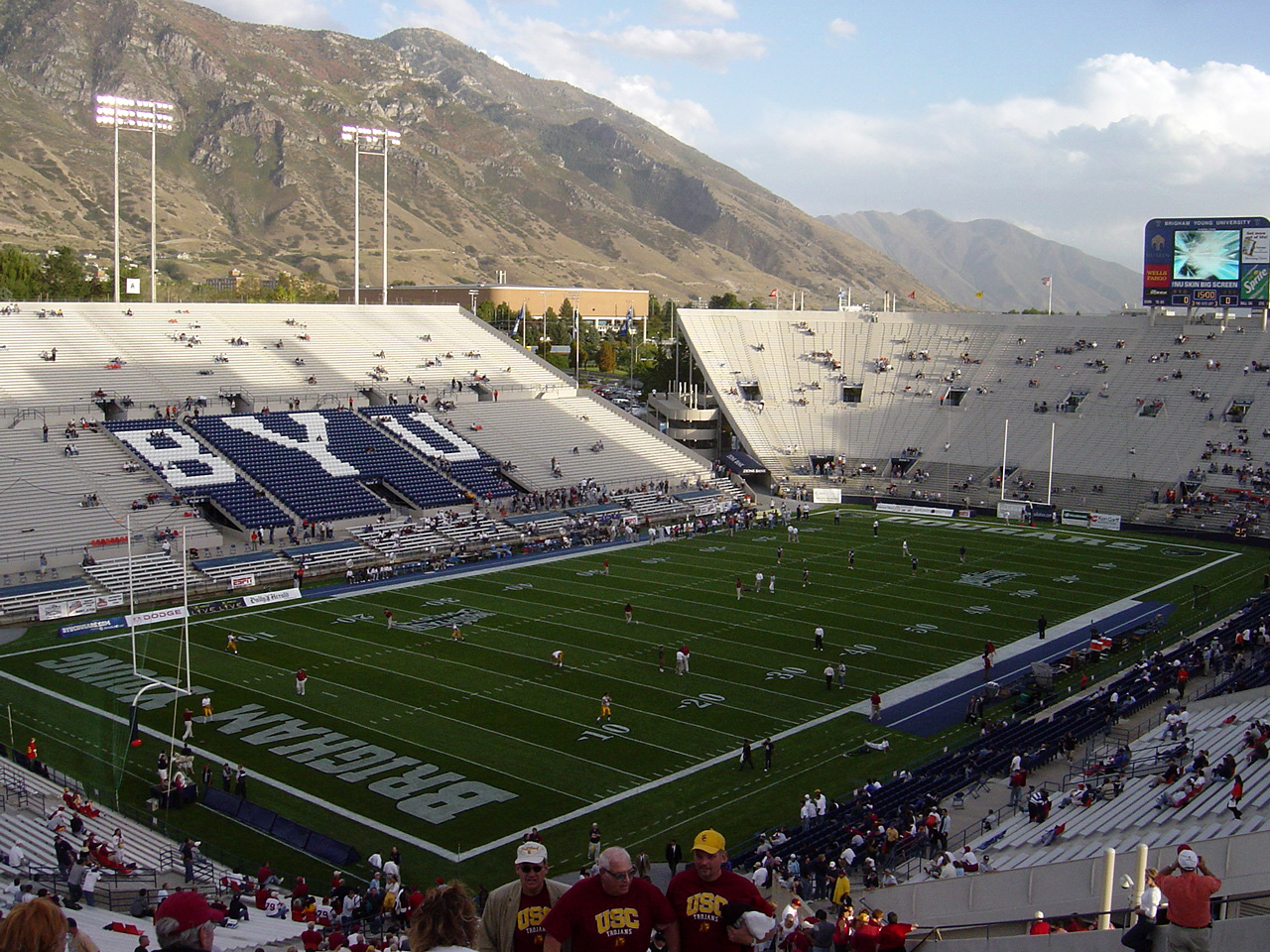
L'Université Brigham Young.

L'université Brigham Young (Brigham Young University, BYU ou the Y), l'université principale de l’Église de Jésus-Christ des saints des derniers jours. Il n’est pas nécessaire d’être membre de l'Église pour pouvoir s'inscrire. Tous les étudiants, membres de l’Église ou non, s'engagent à respecter le Code d'Honneur (en) de l'école. Tandis que tous doivent respecter la loi de la chasteté considéré comme un commandement, le code d'honneur interdit de plus toutes formes d'intimité physique qui constitueraient une expression de sentiments homosexuels. Il n'y a pas restriction semblable pour ce qui est d'exprimer des sentiments hétérosexuels. Personne n'a le droit de préconiser l'homosexualité ou de favoriser des relations homosexuelles en les présentant comme étant moralement acceptables. Il est également interdit de s'habiller de la même façon que l'autre sexe. Cependant, il apparaît clairement que l'orientation sexuelle n'est pas une question du code d'honneur.
Dans les années 1970, l'université aurait expérimenté la thérapie par aversion de Martin E.P. Seligman qui expose le patient à un stimulus tout en recevant une expérience désagréable, des décharges électriques. Bien que tous les participants aient signé un rapport à la fin du traitement comme quoi ils avaient été soignés, aucune étude complémentaire n'a jamais été réalisée et au moins six des 14 hommes se sont depuis rétractés en déclarant qu'ils avaient menti en affirmant avoir été guéris parce qu'ils voulaient en finir avec ces traitements douloureux. L'un d'eux était Don Harryman, qui a rapporté son expérience dans Peculiar People : Mormons and Same-Sex Orientation (Personnes Particulières : Mormons et Orientation Homosexuelle).
Ce n'est qu'en 1994 que l'American Psychological Association a déclaré que la thérapie par aversion était une pratique dangereuse qui ne donnait pas de résultat. En 2006, « la thérapie par aversion, lorsqu'elle sert à traiter l'homosexualité, s'exerce en violation des codes de conduite et des conseils professionnels de l'American Psychological Association et de l'American Psychiatric Association ».
En 1997, le président de l'université, Merrill J. Bateman, n'était pas en mesure de vérifier que les thérapies par décharges électriques avaient eu lieu à une époque et a demandé une documentation pour soutenir ces allégations. Un membre de la faculté a posté un article sur le site Internet de l'université qui déclare que la thérapie d'aversion a pu avoir eu lieu à BYU alors qu'il était étudiant, mais seulement dans des circonstances assez rares.
En 1976, l’Église s’est officiellement opposée à l’amendement sur l’égalité des droits (Equal Rights Amendment). Selon le président de l’Église à cette époque, Spencer W. Kimball, la raison de cette opposition était en partie d’empêcher n’importe quelle reconnaissance constitutionnelle pour des droits des gays. Finalement, cette année-là, l’organisation religieuse a publié une brochure largement distribuée destinée aux jeunes hommes et basée sur un discours prononcé par Boyd K. Packer qui condamnait l’activité homosexuelle. L'auteur y fait l’éloge d’un missionnaire qui a été concerné par ce problème et a dû se séparer de son collègue missionnaire afin de se protéger contre les avances de celui-ci.
En 1978, Packer a rappelé tout ceci dans un autre sermon, lui aussi rapporté dans une brochure, où il présente les actes homosexuels comme étant une perversion. Il a émis la possibilité que ceux-ci puissent trouver leur origine dans l’égoïsme et pourraient être traités avec des « pensées altruistes, avec des actes altruistes ». Il a déclaré que l’Église ne s’était pas auparavant plus penchée sur la question de l’homosexualité pour deux raisons : d’une part, « quelques sujets sont mieux abordés dans un cadre très privé » et d’autre part, « nous pouvons faire arriver très bêtement des choses que nous essayons d’empêcher en parlant trop de ces choses ».
En 1993, quand l’Organisation mondiale de la santé a retiré l’homosexualité de la classification internationale des maladies en tant que maladie mentale, l’Église a produit Understanding and Helping Those With Homosexual Problems (Comprendre et aider ceux qui ont des problèmes homosexuels), supprimant toute référence à l’homosexualité en tant que maladie. L'Église fait fréquemment référence à la recherche scientifique contemporaine, mais explique qu’elle ne devrait pas être prise comme position en ce qui concerne l’homosexualité.

#### XXIesiècle
En 2007, l’Église a publié une brochure intitulée Dieu aime ses enfants qui s’adresse particulièrement aux fidèles ayant une attirance pour les personnes de leur sexe. Ce document, qui avait été précédé de trois autres (en 1974, 1983 et 1992), explique que « l’Église ignore l’origine de l’homosexualité » et « admet que tous les gays ne peuvent pas changer leur orientation sexuelle » ; par ailleurs, il ne recommande pas le mariage aux personnes gays. Un défenseur de la cause des mormons homosexuels estime que la révision de ce document présente des « évolutions positives », même s’il pense que les points négatifs restent majoritaires.
En 2008, les dirigeants de l'Église, représentés par le responsable des Services à la famille de l'Église de Jésus-Christ des saints des derniers jours, ont accepté une demande de rencontre adressée par Affirmation, organisation de saints des derniers jours homosexuels, mais ensuite annulée. À ce jour, aucune n'a eu lieu.
En 2009, l'Église a apporté un soutien à une série de textes contre les discriminations à l'encontre des homosexuels entraînant leur adoption par le conseil municipal de Salt Lake City. Ces textes était "le droit à avoir un toit au-dessus de sa tête et le droit de travailler sans être victime de discrimination" et que l'Église soutenait "par essence".
En 2010, l’Évêque Président H. David Burton, au nom de l’Église de Jésus Christ des saints des derniers jours cosigne, avec les dirigeants des communautés Anglicane, Baptiste, Catholique, Evangélique, Juive, Luthérienne, Orthodoxe, Pentecôtiste et Sikh, une lettre ouverte : « La Protection du Mariage : un engagement commun », pour exprimer leur engagement commun dans la protection du mariage en tant qu’union entre un homme et une femme
En décembre 2012, l'Église a ouvert un site Web intitulé « Love One Another: A Discussion on Same-Sex Attraction » dans le but de favoriser la compréhension et la communication à propos de l'attirance pour le même sexe.
En 2015, à la suite de la décision de la Cour Suprême légalisant le mariage de même sexe aux États-Unis , la Première Présidence publie une réponse à la décision de la Cour Suprême légalisant le mariage de même sexe aux États-Unis et réitère le fondement doctrinal des enseignements de l'Église sur la morale, le mariage et la famille et réaffirme que le mariage entre un homme et une femme a été institué par Dieu et est au centre de son plan pour ses enfants et pour le bien-être de la société. Dans cette même réponse, la Première Présidence affirme que l'Évangile de Jésus-Christ apprend à aimer et traiter toutes les personnes avec gentillesse et courtoisie, même en cas de désaccord et affirme que ceux qui se prévalent de lois ou de décisions de justice autorisant le mariage de même sexe devraient pas être traités de façon irrespectueuse, l'Église ayant plaidé en faveur des droits des couples de même sexe en matière d'hospitalisation et de soins médicaux, le logement et l'emploi équitable.

### Théologie moderne et politique de l’Église sur l’homosexualité

#### Point de vue officiel de l’Église
Le point de vue traditionnel actuel de l’Église sur l’homosexualité a été développé dans le début des années 1960, et est en grande partie le résultat des sermons, des discussions, et des brochures de Spencer W. Kimball, Boyd K. Packer, Gordon B. Hinckley, et Dallin H. Oaks. Pour beaucoup de membres de l’Église, les déclarations de Gordon B. Hinckley, président de l'Église de 1995 à 2008, sont considérées comme étant la position officielle. Hinckley affirme :
« Nous croyons que le mariage entre l'homme et la femme est ordonné de Dieu. Nous croyons que le mariage peut être éternel par l'exercice du pouvoir de la prêtrise éternelle dans la maison du Seigneur.

On nous demande notre position vis-à-vis des gens qui se considèrent comme des homosexuels. Ma réponse est que nous les aimons en tant que fils et filles de Dieu. Ils ont peut-être des inclinations qui peuvent être très fortes et difficiles à maîtriser. La plupart des gens ont des inclinations d'une sorte ou d'une autre à divers moments. S'ils ne cèdent pas à ces inclinations, ils peuvent aller de l'avant comme le font tous les autres membres de l’Église. S'ils enfreignent la loi de la chasteté et les règles morales de l'Église, alors ils sont passibles d'une action disciplinaire de l’Église, tout comme le sont les autres.

"Nous voulons aider ces personnes, les fortifier, les soutenir face à leurs problèmes et les aider à surmonter leurs difficultés. Mais nous ne pouvons pas rester à ne rien faire s'ils se conduisent de manière immorale, s'ils essaient de prôner, de défendre et de vivre un prétendu mariage entre personnes du même sexe. Le permettre serait faire peu de cas du fondement important et sacré du mariage ordonné de Dieu et de son objectif même qui est d'élever des enfants" (L’Étoile, janvier 1999, p. 83)» »
L'Église enseigne que des problèmes homosexuels peuvent être surmontés par la foi en Dieu, le repentir sincère, et l’effort persistant. Les relations homosexuelles sont incluses par l’Église dans la liste des « transgressions sérieuses » ; cela peut avoir comme conséquence un conseil disciplinaire et, si la personne ne renonce pas, une excommunication. L’Église inclut dans les péchés graves « le meurtre, le viol, l’abus sexuel de force, l’abus du conjoint, les dommages physiques sérieux intentionnels (...), l’adultère, la fornication, les relations homosexuelles, l’abandon délibéré des responsabilités familiales, le vol, le cambriolage, le détournement de fonds, la vente des drogues illégales, la fraude, le parjure, et le faux serment »

Un site mormon non officiel ajoute: 
«  L’homosexualité est un cas difficile. Les dirigeants de l’Église sont conscients des grandes difficultés que rencontrent les homosexuels qui désirent pratiquer leur foi, mais ne ressentent qu’un attrait envers ceux et celles du même sexe. Bien que l’[Église] rejette toute forme d’homophobie et de dénigrement, elle n’est pas non plus en accord avec ceux qui pratiquent, prônent et encouragent les relations homosexuelles. »

#### L’existence de l’identitéLGBT
Bien qu’il n’y ait aucune politique officielle à cet égard, certains dirigeants de l’Église ont déclaré que les mots 'homosexuel', 'lesbienne' et 'gay' devraient être employés comme adjectifs pour décrire des pensées, des sentiments ou des comportements, et jamais comme noms pour décrire des conditions ou des personnes. Le président Gordon B. Hinckley a toutefois lui-même déclaré : « Nous avons des homosexuels dans l’Église ». Les dirigeants adoptant cette position déclarent que l’utilisation de ces mots dénote une condition impliquant une personne qui n’a aucun choix par rapport à son comportement sexuel. Des dirigeants et des organismes de l’Église ont fait référence à l’homosexualité en tant qu’orientation sexuelle,, mais n’ont pas parlé de la bisexualité.
Les 'problèmes homosexuels' sont définis en tant que pensées, sentiments ou comportements homoérotiques. À propos des personnes qui ont des sentiments homosexuels, l’Église les a souvent décrites comme des personnes ayant une attirance pour les personnes de leur propre sexe. Le 'mariage' est défini uniquement comme une union entre un homme et une femme. Ainsi, le mariage entre personnes du même sexe n'est pas considéré comme étant une forme légitime de mariage et l'Église a soutenu la notion d'un amendement constitutionnel aux États-Unis visant à définir légalement le mariage comme l'union entre un homme et une femme.

#### "Inclinations" homosexuelles

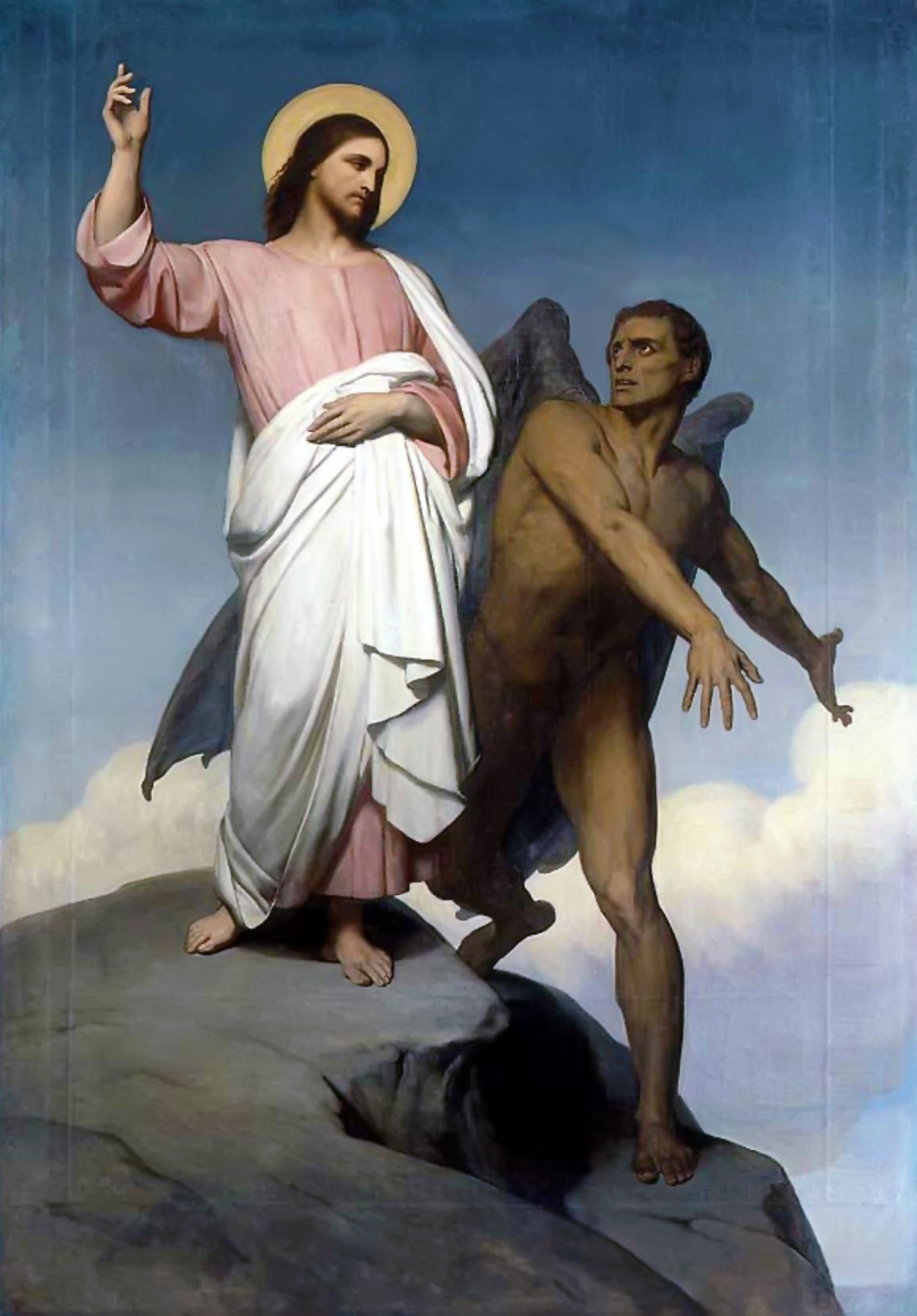
L'Église utilise le cas de Jésus-Christ qui a été tenté comme un exemple prouvant que les homosexuels peuvent éviter le péché.

L'Église ne condamne pas ce qu'elle appelle les 'sentiments', les 'inclinations' ou les 'tentations' de n'importe quel type quand elles ne sont pas suivies d'actes, renvoyant à l'exemple des tentations du Christ. Les membres de l'Église ayant des inclinations homosexuelles peuvent participer au culte dans la même mesure que tout autre membre de l'Église, à condition qu'ils demeurent célibataires ou se marient avec une personne de l'autre sexe. Ceux qui ont une attirance homosexuelle sont invités à en parler avec leur supérieur ecclésiastique,. Ils sont encouragés à ne pas laisser leur orientation être le seul facteur déterminant dans leur vie, mais à voir leur personnalité entière, étendant leur horizon au-delà de leur orientation. Ils devraient veiller à ne pas blâmer leurs parents.
Cependant, les dirigeants de l'Église reconnaissent que ceux qui ont une inclination homosexuelle peuvent connaître la solitude et des difficultés particulières,. Ils encouragent donc tous les fidèles à s'intéresser activement à ces personnes. Ils ont déclaré : « Tous devraient comprendre que les personnes (et les membres de leur famille) luttant avec ce fardeau qu'est l'attirance homosexuelle sont dans un besoin particulier d'amour et d'encouragement qui est clairement la responsabilité des membres de l'Église, qui ont indiqué par [leur] engagement leur volonté de porter les fardeaux les uns des autres et d'accomplir ainsi la loi du Christ ».
L'Église ne participe pas au débat consistant à savoir si l'homosexualité se développe naturellement ou s'acquiert au fil du temps, soutenant qu'un tel débat est au mieux réservé à la science. Les dirigeants de l’Église ont admis que peut-être de tels penchants sont innés ou acquis sans choix personnel et peuvent avoir un certain rapport avec l'hérédité, citant à l'appui plusieurs recherches scientifiques sur le sujet. Cependant, ils enseignent que ces inclinations ne continueront pas après la mort et que le genre masculin ou féminin constitue une caractéristique éternelle et essentielle de l'âme.

#### "Sentiments" homosexuels
L'Église enseigne que tous ses membres devraient prendre leur responsabilité en mettant un frein à leurs pensées, attitudes, sentiments, désirs et passions. On leur enseigne à éviter toute conversation ou activité qui pourrait éveiller en eux des désirs d'ordre sexuel. Il leur est ordonné de « laisser la vertu remplir [leurs] incessamment pensées ». Par l'expiation de Jésus-Christ, tout désir au péché peut être changé et toute personne est censée pouvoir goûter à une paix durable.
À ceux qui ont une attirance pour les personnes de leur sexe, ils déclarent que « la ligne de prudence se situe entre la prédisposition et les sentiments ». L'Église enseigne que tout un chacun a des sentiments qu'il n'a pas choisis, que les sentiments homosexuels peuvent être puissants et difficiles à contrôler, mais qu'« indépendamment des causes, ces problèmes peuvent être contrôlés et éventuellement surmontés ». Quoique l'Église ne prenne aucune mesure disciplinaire à l'encontre des pensées ou des sentiments homosexuels, elle enseigne que chaque membre homosexuel de l'Église devrait apprendre à accepter la responsabilité de ses sentiments homosexuels et cite des exemples concrets révélant comment ceux qui ont eu un penchant pour l'alcoolisme, la colère ou d'autres traits indésirables ont pu contrôler leurs pensées et actions. Elle enseigne qu'avec une meilleure compréhension de la loi morale, ces problèmes pourront être corrigés « par habitude ».
Les membres de l'Église ne devraient pas se livrer à des activités qui intensifieraient leurs sentiments homosexuels, tels que la pornographie, la masturbation et les comportements homosexuels,,. Des relations malsaines avec des personnes qui encouragent ce genre de pratiques devraient être rompues, et le contact de ce qui est considéré comme mauvais devrait être évité,. L'évêque devrait faire attention à ne pas créer des circonstances dans lesquelles ceux qui ont des penchants homosexuels seraient exposés aux tentations.

#### "Conduite" homosexuelle
En 1991, l'Église a publié un rapport où on peut lire : « Les relations sexuelles sont appropriées seulement entre un mari et son épouse, lorsqu'elles sont convenablement exprimées dans les liens du mariage. N'importe quel autre contact sexuel, y compris la fornication, l'adultère et le comportement homosexuel et lesbien, est scandaleux… Nous implorons ceux qui sont impliqués dans de tels comportements de les abandonner ». « L’attirance pour les personnes du même sexe est très réelle mais il ne doit pas y avoir d’expression physique de cette attirance. Le désir de satisfaction physique n’autorise personne à l’immoralité, quelle que soit son orientation sexuelle. »
Elle dit en outre que s'adonner à l'homosexualité reviendrait à dénaturer les rapports amoureux, miner la cellule divinement établie de la famille et que cela pourrait devenir une dépendance. La discipline de l'Église contre l'activité homosexuelle est légèrement plus sévère que celle pour des membres ayant commis un acte hétérosexuel. La pratique de l'homosexualité masculine ou féminine fait automatiquement l'objet d'une mention spéciale sur la fiche de membre des personnes concernées et empêche de manière permanente la personne concernée de remplir une mission à plein temps pour l'Église. Selon elle, tous les prophètes, modernes et antiques, ont enseigné que le comportement homosexuel est un péché grave. La théorie selon laquelle certains seraient nés homosexuels constitue d'après eux « un mensonge malveillant et destructeur. Cette idée, persuasive pour certains, est [considérée comme étant de nature] diabolique. (...) Les garçons doivent devenir des hommes - des hommes masculins, virils - pour devenir finalement des maris et des pères ».
Bien que les dirigeants du mouvement religieux condamnent le péché du comportement homosexuel, ils enseignent l'amour envers les hommes et les femmes qui éprouvent une attirance homosexuelle, y compris envers ceux qui continuent de mener un mode de vie homosexuel. « Nous devrions nous élargir avec bonté et réconfort aux affligés, pourvoyant à leurs besoins et les aidant dans leurs problèmes », ont-ils déclaré. Ils se sont élevés contre les attaques physiques ou verbales à l'encontre de ceux qui ont un comportement homosexuel. Ils ont affirmé avoir du mal à croire que quelqu'un puisse choisir une telle déviation par suite d'une décision consciente éclairée ; un dirigeant a prétendu que cela pourrait résulter d'un désordre spirituel ayant son origine dans l'égoïsme, et que de tels sentiments doivent être surmontés ou supprimés. Ils enseignent que le comportement est changeable, et qu'en cas de non-repentance, cela peut entraîner une sanction de l'Église pouvant aller jusqu'à l'excommunication, sous la direction d'un évêque. La guérison spirituelle est censée s'opérer grâce à l'observance des règles de l'Église permettant de recouvrer la santé morale et spirituelle après une longue période de temps ; elle devrait être accompagnée de la détermination à ne plus dévier.

### La question du mariage pour les personnes homosexuelles

#### Mariage hétérosexuel

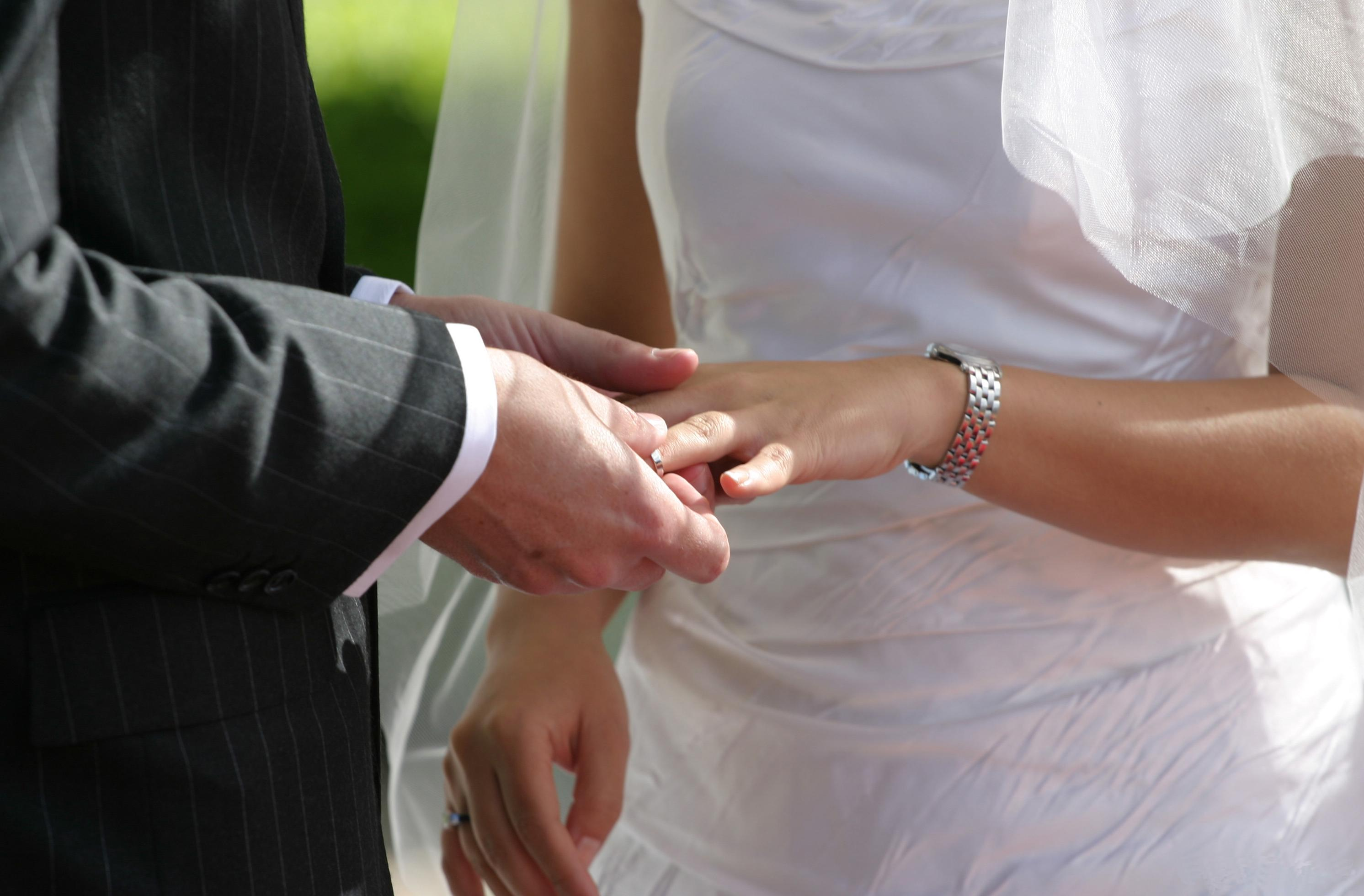
L'Église décourage le mariage aux homosexuels qui n'ont pas réussi à surmonter leurs tendances homosexuelles.

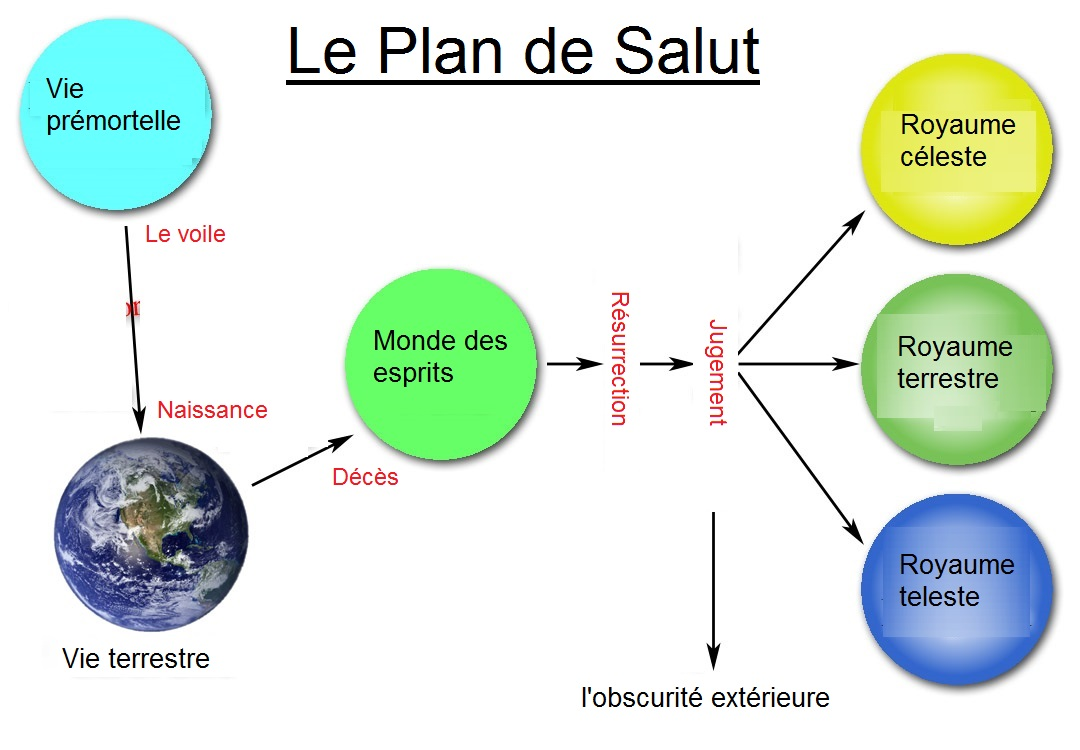
Le Plan de salut

Le président Hinckley a déclaré : « Le mariage ne devrait pas être considéré comme une étape thérapeutique pour résoudre des problèmes tels que les inclinations ou les pratiques homosexuelles, qui d'abord devraient clairement être surmontées avec une ferme détermination (...) de ne jamais glisser à nouveau dans de telles pratiques ». À moins que ceci ne soit fait, les homosexuels ne peuvent pas se marier en bonne foi sans risquer de causer des dommages à d'autres personnes (conjoint, enfants). On a averti les dirigeants du mouvement religieux qu'encourager des homosexuels à cultiver des sentiments hétérosexuels mène généralement à la frustration et au découragement. La critique pointe les mariages qui se font pour de mauvaises raisons. Plusieurs unions ont échoué parce que les problèmes d'ordre homosexuel n'avaient pas été résolus avant le mariage.
L'Église maintient qu'il est possible de surmonter ces problèmes. D'après elle, certains auraient signalé que les sentiments hétérosexuels peuvent survenir chez les gens une fois qu'ils sont libérés de leurs penchants homosexuels. Le mariage de ceux qui ont des sentiments homosexuels serait approprié s'ils « ont d'abord montré leur capacité à résoudre ces sentiments ou inclinations et à mettre un terme à ceux-ci, ont ressenti une grande attirance pour une fille de Dieu et désirent donc s'engager dans le mariage, avoir des enfants et jouir des bénédictions de l'éternité ». Plusieurs membres de l'Église affirment avoir suffisamment dominé leur attirance homosexuelle pour pouvoir se marier.
Nombreux sont ceux qui, ayant des penchants homosexuels, ont pensé qu'ils devraient se marier en raison de la doctrine de l'Église sur le mariage. En effet, celle-ci affirme que le mariage hétérosexuel est l'une des nombreuses conditions nécessaires pour pouvoir entrer dans le degré de gloire le plus élevé du royaume céleste, le plus haut des trois cieux mentionnés par l'apôtre Paul dans le Nouveau Testament et faisant partie du Plan de salut. Le mariage entre un homme et une femme est considéré dans la croyance mormone comme une condition essentielle pour atteindre ce ciel. Par conséquent, les membres de l'Église de Jésus-Christ des saints des derniers jours croient qu'une famille est l'unité fondamentale de la société dans cette vie sur terre et aussi pour l'éternité. Cependant, ils pensent que cette famille doit se construire de la manière dont Dieu le souhaite, et non par la duperie ou les mensonges. Ceux qui n'ont pas eu l'occasion de se marier dans cette vie - notamment ceux qui éprouvent une attirance homosexuelle - en recevront une dans la prochaine. Cette attirance est censée ne pas continuer après la mort, et si les fidèles se montrent intègres dans cette vie, ils recevront toutes les bénédictions dans les cieux, y compris le mariage céleste.

#### Mariage entre personnes de même sexe
L'Église n'approuve pas et ne permet pas le comportement homosexuel en son sein et s'est activement opposée aux tentatives visant à légaliser le mariage entre personnes de même sexe ou les unions civiles,,. Gordon B. Hinckley, précédent président de l'organisation religieuse, a déclaré que l'Église ne se considère pas comme « anti-gay » mais plutôt comme étant « pro-famille ». La doctrine mormone soutient que le mariage hétérosexuel est l'une des conditions nécessaires pour entrer dans le degré de gloire le plus élevé du royaume céleste.

### Participation politique de l'Église
À partir du milieu des années 1990, l'Église a commencé à diriger son attention sur la question du mariage entre personnes de même sexe.
En 1993, la Cour suprême de l'État d'Hawaï a soutenu que la discrimination à l'encontre des couples de même sexe dans la délivrance des autorisations de mariage constituait une violation de la constitution hawaïenne. En réponse, la Première Présidence de l'Église a publié un rapport en date du 13 février 1994 déclarant son opposition au mariage entre personnes de même sexe, et invitant ses membres à soutenir ses efforts pour proscrire les mariages entre personnes de même sexe. Avec l'appui de l'Église de Jésus-Christ des saints des derniers jours et de plusieurs autres organisations religieuses, la législature hawaïenne a décrété un projet de loi en 1994 proscrivant les mariages homosexuels. D'une manière non officielle, l'Église a continué à s'opposer à Hawaï aux efforts visant à accorder aux familles gays et lesbiennes le droit de contracter des unions civiles accompagnées de la plupart des mêmes droits légaux que les familles hétérosexuelles, dont l'adoption, la garde d'enfant, et les droits de propriété commune.
Pendant que d'autres États, dont le Vermont et le Massachusetts, commençaient à promulguer des mesures légales de protection des couples homosexuels, l'Église a continué à participer politiquement activement afin d'empêcher toute reconnaissance légale aux familles qui ne sont pas hétérosexuelles. En 2004, elle a officiellement approuvé un amendement à la Constitution des États-Unis interdisant le mariage s'il n'est pas contracté entre un homme et une femme. Elle a également officiellement annoncé son opposition aux mesures politiques qui « confèrent un statut juridique à n'importe quel autre rapport sexuel » que celui « d'un homme et d'une femme mariés légalement ». Bien que la déclaration ait été dirigée spécifiquement contre le mariage entre personnes de même sexe, elle peut aussi être comprise comme soulignant l'opposition politique à reconnaître les unions civiles, les mariages de droit coutumier, les mariages pluraux, ou d'autres dispositions familiales.
En 2009, l'Église a apporté un soutien à une série de textes contre les discriminations à l'encontre des homosexuels entraînant leur adoption par le conseil municipal de Salt Lake City. Ces textes était "le droit à avoir un toit au-dessus de sa tête et le droit de travailler sans être victime de discrimination" et que l'Église soutenait "par essence".

### Mormons homosexuels

#### Statistiques et exemples connus
Il n'y a pas de chiffres officiels permettant de connaître le nombre de mormons homosexuels. L'étude la plus récente, datant de 1972, indique qu'entre 10 et 13 % des jeunes hommes mormons ont eu au moins une expérience homosexuelle. L'étude n'a pas inclus les homosexuels qui n'ont pas eu d'experience homosexuelle. Gary Watts, ancien président de Family Fellowship estime que seulement 10 % des homosexuels restent dans l'Église. Beaucoup de ceux-là progressent dans l'Église en trouvant du soutien auprès de différents groupes ou sites Web où ils font part de leur attirance homosexuelle tout en étant simultanément membre de l'Église. Un certain nombre de récits personnels ont été publiés dans le livre A Place in the Kingdom : Spiritual Insights from Latter-day Saints about Same-Sex Attraction (Une place dans le royaume : Perspicacité spirituelle de saints des derniers jours à propos de leur attirance homosexuelle). D'autres expériences personnelles sont relatées sur le site Web "People Can Change" ("Les Gens Peuvent Changer"). D'autres ont partagé leur histoire dans le magazine Ensign, sur le site Web d'Evergreen International ou dans des blogs. Les personnes ci-dessous sont parmi les personnalités les plus connues au sein de la communauté mormone gay :
- D. Michael Quinn est un historien bien connu du mormonisme et ancien professeur d'histoire à l'Université Brigham Young révisant l'histoire traditionnelle mormone. Il a été excommunié en septembre 1993. Il fait alors son 'coming out' en tant que gay et publie Same Sex Dynamics Among Ninetheenth-Century Americans: A Mormon Example in 1996. Il réside habituellement à Los Angeles.

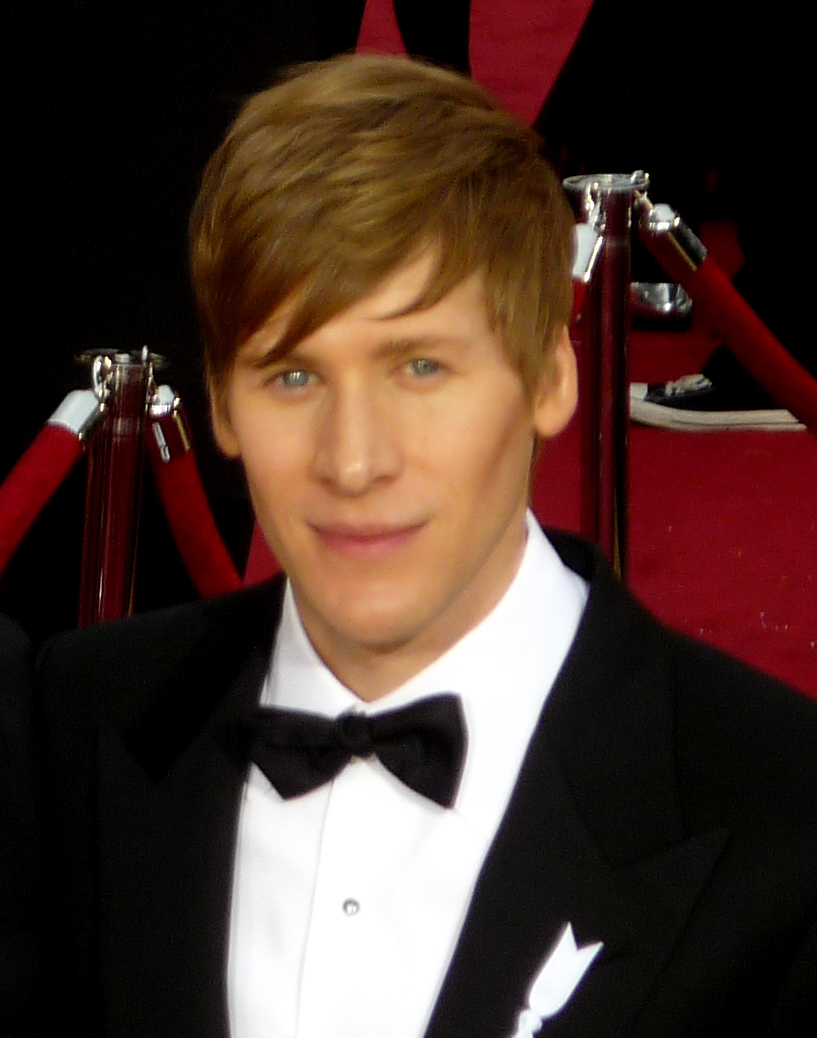
Dustin Lance Black le 22 février 2009.

- Dustin Lance Black est un écrivain gay mormon pour la série de HBO Big Love à propos d'une secte polygame fictive d'Utah. En 2008, il remporte un Academy Award pour avoir écrit le scénario de Milk, un film sur l'assassinat en 1978 du chef de file de droits civils des homosexuels et superviseur de San Francisco, Harvey Milk. Dustin Black est maintenant un porte-parole respecté pour la défense des droits civils des homosexuels.
- Michael Glatze est un ancien militant des droits des homosexuels et l'éditeur de Young Gay America, YGA Magazine[65]. Glatze a été baptisé dans l'église mormone en 1997 et a peu de temps après abandonné l'homosexualité. Il souligne que « Jésus, cependant, est ce qui, définitivement, m'a changé. »[66]
- Bruce Bastian a servi une mission en Italie, est diplômé de l'Université Brigham Young, s'est marié au temple avant de faire son "coming out". Avec un professeur de BYU, il développa et cofonda le logiciel de traitement de texte WordPerfect. Il siège actuellement au conseil d'administration du Human Rights Campaign, le plus important comité d'action politique américain des droits gays et lesbiennes. En 2008, Bruce Bastian fit don d'un million de dollars pour lutter contre la Proposition 8 partiellement financée et soutenue par les mormons, définissant officiellement et légalement le mariage entre un homme et une femme dans l'État de Californie.
- David Matheson a confié qu'il a été attiré par les hommes quand il avait 22 ans et était marié. Après sept ans de thérapie, il a affirmé qu'il a changé son orientation sexuelle[67]. Depuis, il est devenu conseiller professionnel et a fondé son centre clinique pour « aider les hommes qui veulent diminuer une homosexualité non désirée et se sentir pleinement hommes »[68]. Il est directeur clinique du "Center for Gender Wholeness" ("Centre pour le maintien du genre"), et directeur de "People can change" ("Les gens peuvent changer")[69]. Il a écrit Evergreen Workbook for Men, Four Principles of Growth (Livre de travail d'Evergreen pour les hommes, Quatre principes de progression)[70], et a fait plusieurs apparitions dans les médias pour parler du fait qu'il serait possible de surmonter les attirances homosexuelles. Il ne dit pas qu'il est complètement hétérosexuel, mais « suffisamment hétérosexuel »[71].
- Rich Wyler a été excommunié, mais a depuis été rebaptisé dans l'Église[72]. Il a été marié, puis veuf. Il est le fondateur et le directeur exécutif de "People Can Change" et cocréateur et directeur de Journey into Manhood (Voyage dans la virilité). Il a créé "Higher Path Life Coaching" et a commencé à devenir professeur de coaching en 2005[73]. Il dirige un groupe de coaching appelé "A Wife's Journey : Caring for Yourself and Your Family When Your Husband Struggles With Homosexuality or Addiction"[74].
- Jason Park a admis avoir des sentiments homosexuels à 31 ans, après avoir été marié pendant quatre ans. Par le moyen d'un groupe de soutien et d'Evergreen International, il dit pouvoir mettre de côté ces sentiments homosexuels. Depuis, il a écrit trois livres au sujet de l'homosexualité[75] :
  - Resolving Homosexual Problems : A Guide for LDS Men (Résoudre les problèmes homosexuels : Guide pour les hommes saints des derniers jours) ;
  - Understanding Male Homosexual Problems : An Introduction for Latter-day Saints (Comprendre les problèmes homosexuels masculins : Présentation pour les saints des derniers jours) ;
  - Helping LDS Men Resolve their Homosexual Problems : A Guide for Family, Friends, and Church Leaders (Aider les hommes saints des derniers jours à résoudre leur problème d'homosexualité : Guide pour la famille, les amis et les dirigeants de l'Église).
- Ty Mansfield explique comment il s'est occupé de son attirance homosexuelle dans le livre In Quiet Desperation : Understanding the Challenge of Same-Gender Attraction (Dans le désespoir tranquille : Comprendre le défi de l'attirance homosexuelle). Il a été l'un des conférenciers à Evergreen International[76] et a été interviewé à plusieurs occasions par les médias[77],[78]. En 2007, il est devenu vice-président de "North Star"[79].

#### Terminologie
La plupart des homosexuels qui mènent un mode de vie gay ne voient pas de problème au fait de s'identifier en tant que gay, et le font ouvertement. Cependant, parmi les célibataires et les homosexuels fidèlement mariés, la terminologie est plus difficile. Beaucoup n'identifient pas leur orientation, ou disent qu'ils sont hétérosexuels. D'autres s'identifient eux-mêmes comme gays ou homosexuels, même s'ils sont mariés avec une personne de l'autre sexe. Quelques personnes, particulièrement ceux qui sont mariés ou qui ont subi une thérapie, s'identifient en tant qu'ex-gays « guéris ». Un terme relativement nouveau est 'Moho', qui est une combinaison de mormon et d'homosexuel. Un homosexuel a défini un 'moho' comme étant un homosexuel qui est « tout d'abord mormon et qui essaie encore de vivre dans les contraintes [auxquelles doit se soumettre tout] membre fidèle de l'Église ».
Beaucoup d'homosexuels rejettent toute classification de leur sexualité, suivant l'exemple des dirigeants qui parlent seulement d'attirance pour le même sexe (anglais : Same-Sex Attraction), souvent appelée SSA en raccourci. Cependant, certains s'opposent à l'utilisation de cette expression, expliquant que « ce n'est pas sexuel » et préfèrent parler d'attirance pour le même genre (anglais : Same-Gender Attraction), ou SGA. Il y a un argument similaire dans la façon d'employer SSA. Beaucoup de personnes disent qu'elles luttent contre leur SSA, parlant d'elles-mêmes comme de « lutteurs ». On parle aussi de vivre une SSA, d'avoir une SSA, de s'occuper de SSA, ou même d'être un SSA. La plupart utilisent une combinaison de termes, et plusieurs ont exprimé la frustration de ne pas savoir comment s'appeler eux-mêmes.

#### Organisations de soutien
L'Église n'encourage ni ne décourage les groupes de soutien pour ceux qui luttent avec des penchants homosexuels. Cependant, elle décourage les groupes qui prônent un style de vie homosexuel. Bien qu'aucun organisme ne soit officiellement parrainé par l'Église, plusieurs d'entre eux ont adopté des théories et des philosophies qu'ils pensent être en conformité avec la politique de l'Église. Plusieurs membres de l'Église se sont également joint à des organismes spécifiquement destinés aux ex-gays, d'autres s'identifiant comme LGBT se sont joints à d'autres groupes de soutien qui cherchent à faire évoluer la doctrine de l'Église, notamment vers une plus grande tolérance concernant les questions de LGBT. Parmi ces groupes de soutien, on peut citer :
- Evergreen International

Evergreen International est une organisation à but non lucratif située à Salt Lake City, fondée à l'origine en 1989 par onze saints des derniers jours voulant soigner leur homosexualité.
Cette organisation est destinée aux « personnes qui veulent diminuer leur attirance envers les personnes de leur sexe et surmonter le comportement homosexuel ». Elle affirme que les homosexuels peuvent abandonner leur attirance homosexuelle, et présente une large sélection d'ouvrages traitant de cette question. Elle ne préconise aucune forme particulière de thérapie, mais fournit des informations au sujet de plusieurs psychothérapies, dont la thérapie de maintien de genre, la thérapie de réorientation, la thérapie de rééducation, la thérapie d'affirmation de genre, la thérapie de groupe, et la thérapie réparatrice. Le groupe, qui soutient sans réserve la position de l'Église et utilise la doctrine mormone comme base de ses enseignements, est critiqué par le groupe de soutien Affirmation.
- Affirmation

Affirmation: Gay & Lesbian Mormons est un groupe de soutien international (États-Unis, Chili, Australie notamment) créé le 11 juin 1977 par Stephan Zakharias, à la suite du suicide de deux mormons gays qui avaient participé aux expériences de thérapie d'aversion administrées par le service de psychologie de l'Université Brigham Young. En 1978, Paul Mortensen a formé un groupe à Los Angeles, puis des groupes d'Affirmation sont apparus dans de nombreuses villes des États-Unis. Actuellement, environ 1 000 personnes sont associées à l'organisation, et 300 d'entre elles en sont des membres cotisants. Un comité de direction composé de trois membres est à la tête de l'organisation. Les conférences annuelles se tiennent dans une ville différente chaque année. Affirmation édite un bulletin mensuel, Affinity (Affinités).
En 1985, Antonio A. Feliz et quelques autres membres d'Affirmation ont décidé de former à Los Angeles une Église accueillant les homosexuels et les lesbiennes. Elle est connue sous le nom d'Église Rétablie de Jésus-Christ. Dans le milieu des années 1980, une scission de l'antenne d'Affirmation de Kansas City (Missouri) a donné naissance à Gay And Lesbian Acceptance (en) (GALA) qui est un groupe de soutien pour les membres gays, lesbiens, bisexuels et trans de la Communauté du Christ (ex-Église Réorganisée de Jésus-Christ des saints des derniers jours, détachée de l'Église-mère après la mort de Joseph Smith survenue en 1844), dont le siège se trouve à Independance, dans le Missouri.
En raison des nombreuses déclarations et actions des dirigeants mormons à l'encontre du comportement homosexuel, Affirmation a parfois dénoncé l'Église ainsi que la thérapie d'aversion. En octobre 1999, quelques membres d'Affirmation à Salt Lake City ont protesté contre le lobbying de l'Église visant à conserver la définition traditionnelle du mariage. Soutenant que « l'homosexualité et les rapports homosexuels peuvent être compatibles avec (...) l'Évangile de Jésus-Christ », cette organisation se propose de « travailler à la compréhension et à l'acceptation des homosexuels et des lesbiennes comme personnes à part entière, égales et dignes dans l'Église de Jésus-Christ des saints des derniers jours et dans la société, et les aider à réaliser et à affirmer leur propre valeur ». Cependant, le groupe a augmenté sa mission et inclut désormais les personnes bisexuelles, trans, intersexes. Evergreen International a critiqué Affirmation pour son opposition à l'Église.
- North Star (LDS)

North Star est une organisation qui se donne pour mission de « proposer un lieu de communauté pour les mormons qui éprouvent une attirance homosexuelle, mais aussi pour leur famille, les amis, et les dirigeants ecclésiastiques ». Le groupe soutient la position de l'Église sur l'homosexualité et vise à apporter un appui spirituel et social pour les personnes et les familles qui désirent vivre en harmonie avec les enseignements de l'Église.
- Disciples2

Disciple2 est une organisation qui se propose d'apporter son soutien aux personnes qu'elle appelle les « lutteurs » tant masculins que féminins, qui « ont choisi ou peuvent un jour choisir d'être en harmonie avec notre Père céleste et ses lois telles que définies par les prophètes et les apôtres actuels ». Elle a des groupes de soutien avec Yahoo ! pour les hommes, les femmes et leur famille.
- Wildflowers

Wildflowers est une organisation destinée aux « femmes qui ont été ou qui sont actuellement mariées à des hommes homosexuels ». Le groupe a été organisé par des mormons, mais est ouvert aux autres croyances.
- Family Fellowship

Cette organisation est destinée aux familles parmi lesquelles se trouvent des lesbiennes, des gays, des bisexuels, et/ou des personnes trans.
- GLYA (Gay LDS Young Adults)

GLYA est une organisation fraternelle qui fournit des activités sociales pour de jeunes adultes gays, lesbiennes, bisexuels et trans de 18 à 30 ans qui partagent une culture et/ou un héritage religieux mormon. Cette organisation propose des ressources aux organismes religieux qui acceptent le comportement homosexuel.
- LDS Reconciliation

LDS Reconciliation est un organisme qui affirme la vie spirituelle des homosexuels et des lesbiennes. Il a organisé des protestations contre la BYU et ses politiques.
- Gamofites

Gamofites. est une organisation non religieuse est destinée aux pères mormons qui sont gays. Son nom est un acronyme de "Gay Mormons Fathers" auquel on a rajouté le suffixe "ite" contenu dans plusieurs noms propres du Livre de Mormon (Néphites, Lamanites, Jarédites, etc). En soutenant la sexualité de ses membres, l'organisation diffère de la doctrine officielle de l'Église sur l'homosexualité.
- The Guardrail foundation

The Guardrail foundation. s'adresse à de jeunes hommes se posant des questions au sujet de l'homosexualité et leur propose des solutions compatibles avec l'enseignement mormon. Elle favorise la thérapie dite de "Contexte Spécifique" qui apporte de l'aide aux personnes qui ont des "problèmes" d'homosexualité

### Controverses

#### Accusation d'homophobie
Stuart Matis, homosexuel célibataire, a indiqué : « Les mormons hétérosexuels n'ont absolument aucune idée de ce que c'est que de grandir en étant gay dans cette Église. C'est une vie de tourment constant, de haine de soi-même et d'homophobie internalisée ». Plus tard, Stuart s'est donné la mort dans une église mormone à Los Altos, en Californie. Après que deux de ses amis gays se furent également suicidés, les membres d'Affirmation ont commencé à sensibiliser la population sur la prévention du suicide et sur les conséquences destructives de l'homophobie. Des victimes du suicide sont signalées sur son site Web.
Des œuvres artistiques, telles que la pièce de théâtre Angels in America qui a été présentée au festival d'Avignon, mettent en lumière les problèmes que doivent affronter les homosexuels aujourd’hui dans cette religion, parlant d'une vie « [de] déni, (...) [de] mensonge ».

#### Accusation de favoriser la violence contre les gays
Lors de la conférence générale d'octobre 1976, l'apôtre Boyd K. Packer a enseigné aux jeunes garçons adolescents saints des derniers jours, les encourageant à éviter les activités immorales qu'il a identifiées comme étant la pornographie, la masturbation, les comportements homosexuels, et les comportements hétérosexuels en dehors du mariage et à « résister vigoureusement » à tous les hommes qui « attirent de jeunes garçons pour les entraîner dans ces actes immoraux ».
Boyd K. Packer a cité l'exemple d'un missionnaire masculin qu'il avait connu et qui avait donné un coup de poing à son collègue missionnaire. Boyd K. Packer ne précise pas pourquoi mais le contexte laisse deviner que c'est pour décourager les avances d'un collègue missionnaire entreprenant. Boyd K. Packer rapporte avoir dit au missionnaire : « Bien. Quelqu'un devait le faire, et il ne serait pas bon pour une Autorité générale de résoudre le problème de cette façon ». Après avoir raconté l'histoire, Packer commente : « Je ne vous recommande pas de procéder de cette façon, mais je ne l'omets pas. Vous devez vous protéger ». Boyd K. Packer donne un avertissement semblable contre les avances hétérosexuelles : « Ne laissez qui que ce soit toucher ou manipuler votre corps, qui que ce soit ! ».
D. Michael Quinn, excommunié de l’Église en 1993, a affirmé que ces propos de 1976 constituent une incitation à frapper un gay, et que l'Église elle-même approuve un tel comportement en continuant à éditer le discours de Packer sous la forme d'une brochure intitulée To Young Men Only (Aux jeunes hommes seulement). Ni Boyd K. Packer ni l'Église n'ont officiellement répondu directement à cette accusation ; cependant, d'autres dirigeants ont depuis déclaré que l'Église s'oppose fermement à toutes formes de violence contre les homosexuels. Par exemple, l'apôtre Dallin H. Oaks a affirmé que ses doctrines condamnent évidemment ceux qui commettent des attaques physiques ou verbales sur des personnes qu'on pense impliquées dans un comportement homosexuel ou lesbien.

#### Église et thérapie
- Point de vue de l’Église

Interrogé sur la position de l'Église à propos des thérapies visant à soigner l'homosexualité, Wickman a répondu qu'il peut être approprié qu'une personne recherche une thérapie, et que l'Église ne serait probablement pas contre. Oaks poursuit en disant que l'Église prend rarement position quant à savoir si les techniques sont appropriées. Ils soulignent que le côté clinique n'est pas la chose la plus importante, et mettent en garde contre les pratiques abusives, telles que la thérapie d'aversion.
En général, l'Église désapprouve tous les groupes qui « défient des valeurs religieuses et morales », « stimulent le contact physique parmi des participants », ou « encouragent la confession ou la révélation ouverte d'informations personnelles normalement abordées uniquement dans des entretiens confidentiels ». D'après elle, « bien que les participants puissent éprouver temporairement un soulagement émotionnel ou une joie de vivre, les anciens problèmes reviennent souvent, menant à une déception et un désespoir supplémentaire ».
- Accusations

En 2000, Jayce Cox a rapporté dans un journal gay de Las Vegas qu'il avait subi la thérapie d'aversion à l'université de Brigham Young aussi tardivement qu'en 1995 sur recommandation de son évêque. La même année, quelqu'un ayant le pseudonyme de Mike Summers a rapporté avoir subi la thérapie d'aversion au bureau d'Evergreen à Ogden en 1997. Généralement, les individus disent qu'on leur a montré une image dépeignant l'homoérotisme, suivie de l'application d'un stimulus négatif. Ensuite, on leur aurait montré l'image d'une femme, suivie du retrait de ce stimulus. Les rapports divergent autant sur le fait que les images étaient pornographiques qu'à propos de l'utilisation d'un stimulus négatif. Un rapport déclare que le stimulus consistait en une décharge aux doigts ou au pénis tandis qu'un autre affirme que de l'ammoniaque était pulvérisé dans le nez de l'individu,.
Evergreen a nié la véracité de ces déclarations en disant que leur premier bureau n'a pas été ouvert avant 1999 et qu'il n'y a jamais eu de bureau à Ogden. En 2000, le département municipal de police de Provo et l'enquêteur en chef du ministère du commerce d'Utah ont lancé une enquête sur ces réclamations. Cette enquête a été stoppée depuis, et aucune des histoires n'a pu être corroborée, ni l'identité de Mike Summers établie.

#### Tolérance supposée et réponse de membres éminents de l'Église
Quelques membres de l'Église affirment que celle-ci a été autrefois plus tolérante envers l'homosexualité, et que c'est seulement la direction actuelle qui s'est montrée défavorable envers elle. Ils croient que l'Église permettra un jour les rapports homosexuels, exactement comme par le passé elle a permis des rapports polygames.
L'ex mormon D. Michael Quinn expose ce point de vue dans Same-Sex Dynamics Among Nineteenth Century Americans : a Mormon Example (Dynamique homosexuelle parmi les Américains du dix-neuvième siècle : l'exemple mormon).
Le livre de Quinn déclare qu'au cours du XIXe siècle, l'Église (comme la société américaine dans son ensemble) a été décrite comme relativement tolérante envers les rapports intimes entre personnes du même sexe, bien que beaucoup de ces rapports n'aient eu aucun caractère sexuel, et parmi ceux qui l'étaient réellement, ce n'était habituellement que circonstanciel. Toutefois, quand des rapports gays ou lesbiens étaient découverts, les coupables étaient parfois excommuniés (par exemple le cas de John C. Bennett, bisexuel, en 1841).
Il est indiqué que quelques membres pratiquants et éminents de l'Église en Utah n'ont jamais été sanctionnés alors qu'il était notoire qu'ils avaient des rapports intimes avec leurs domestiques du même sexe (bien qu'il n'y ait aucune preuve formelle que le sexe était impliqué dans ces rapports). Parmi ces cas figure celui d'Evan Stephens, qui avait été directeur du Chœur du Tabernacle mormon jusqu'en 1916 et est l'auteur des nombreux cantiques connus de l'Église. Il est resté célibataire, mais aurait eu des rapports intimes et a partagé son lit avec plusieurs partenaires masculins (domestiques et compagnons de voyage). Certains de ces rapports ont été décrits sous un pseudonyme dans le périodique mormon The Children's Friend (L'Ami des enfants). L'ex-mormon Connell O'Donovan a fourni davantage de preuves que Stephens a eu une orientation homosexuelle, mais aucune preuve qu'il ait été homosexuellement actif.
Un autre cas connu fut celui de Louise B. Felt et May Anderson, les deux premières présidentes de la Primaire, qui ont vécu ensemble dans la même chambre à coucher pendant des décennies et ont été désignées par les dirigeants de la Primaire sous le nom des "David et Jonathan" de la Primaire.
O'Donovan, auteur de Homosexualité et Mormonisme (1840-1980), qui utilise de multiples sources, dont plusieurs issues de D. Michael Quinn, évoque un scandale interne impliquant Joseph Fielding Smith, membre de la famille du Prophète, ordonné Patriarche de l'Église en 1942, en dépit de rumeurs sur ses tendances homosexuelles. En 1946, il aurait été soupçonné d'avoir eu, plusieurs années auparavant, des relations intimes, sexuelles ou non, avec un jeune homme et il aurait été déchargé discrètement de ses fonctions et exilé à Hawaï. Son éloignement fut justifié par des raisons de santé. Il n'y eut ni excommunication, ni annonce publique.
Plusieurs érudits mormons ont estimé que les interprétations de Quinn constituaient une déformation de l'histoire de l'Église. Ils réfutent toute acceptation de l'homosexualité par les dirigeants du passé, et affirment que la conduite actuelle de l'Église est entièrement conforme aux enseignements des dirigeants du passé et des Saintes Écritures. Ils sont en désaccord avec la théorie de Quinn selon laquelle Evan Stephens aurait été impliqué dans des rapports intimes avec d'autres hommes ou que l'article dans The Children's Friend parle effectivement de ces rapports. Ils déclarent que Stephens est connu seulement en tant que « gentleman chrétien à la moralité stricte ».
Les chercheurs notent également que May Anderson, à l'origine, est venue vivre chez Louise B. Felt à la demande de son mari pour tenir compagnie à son épouse pendant sa maladie. Elles seraient « tombées en amour » (selon leur propre expression). Ils débattent toutefois sur la signification qu'elles ont alors donné à cette expression et sur le fait de savoir si elles auraient eu des contacts homosexuels.

## Dans les mouvements issus du mormonisme
La plupart des autres mouvements issus du mormonisme condamnent l'homosexualité dans des termes similaires à l'Église de Jésus-Christ des saints des derniers jours, sans toutefois être actifs dans le domaine politique. Certains d'entre eux, comme la Communauté du Christ, ont toutefois adopté une vision un peu plus modérée.

### Communauté du Christ
La Communauté du Christ adopte une position un peu plus souple par rapport à l'homosexualité.
Elle se rend compte que beaucoup de ses membres sont préoccupés par cette question et la façon dont elle est traitée au sein de l'Église. Elle établit une distinction entre l'orientation homosexuelle et l'activité homosexuelle, affirme que seul le mariage entre un homme et une femme est reconnu par les Saintes Écritures, que celles-ci ne présentent pas favorablement les relations de même sexe, qu'une personne pratiquant l'homosexualité ne peut pas accéder à la prêtrise, mais que celle-ci est un enfant de Dieu au même titre qu'une personne hétérosexuelle.
Toutefois, tandis qu'elle déclare « chercher toujours à conserver la foi avec les perceptions morales de l'Évangile rétabli », elle reconnaît que « la théologie est dynamique et doit être interprétée à la lumière des cultures et des époques qui évoluent ». Elle pense que les versets bibliques présentant défavorablement les rapports homosexuels doivent être replacés dans le contexte dans lequel ils ont été écrits. Elle déclare : « La direction de l'Église continue à examiner les moyens d'ordonner les homosexuels. L'accent devrait être mis sur des valeurs chrétiennes dans tout comportement sexuel. Une attitude d'amour et de compréhension devrait affirmer la valeur de chaque personne ».
Les dirigeants essaient d'introduire la reconnaissance de l'homosexualité au sein de l'Église, notamment en soutenant GALA (association de soutien pour les membres LGBT), mais ils le font de manière progressive afin de ne pas provoquer des départs massifs dans les rangs du mouvement. L'acceptation de l'homosexualité constitue un enjeu important pour le mouvement qui désire participer au dialogue œcuménique.

### Église de Jésus-Christ des saints des derniers jours (Strangite)
L'Église de Jésus-Christ des saints des derniers jours (Strangite), également un des mouvements issus du mormonisme, condamne l'homosexualité comme une « violation directe de la loi de Dieu ».
Cependant, le fondateur du mouvement, James Strang n'évoqua jamais le sujet.

## Homosexualité et mormonisme au théâtre, au cinéma et à la télévision
Le théâtre, le cinéma et la télévision ont créé des personnages mormons homosexuels. C'est notamment le cas des œuvres suivants :
- Angels in America de Tony Kushner (1991) ;
- La Tentation d'Aaron de C. Jay Cox (2003).